# Монахити
Монахити или Монахит (грч. Μοναχίτι) је насељено место у општини Гребен у периферији Западна Македонија, Грчка. Према попису из 2021. године било је 73 становника.
Према бугарском географу и историчару, Василу Канчову, у Монахитију је 1900. године живело 200 Грка хришћана и 133 Грка муслимана (Валахади). Почетком 20. века муслиманско становништво се иселило, тако је на попису из 1928. године било 548 Грка хришћана.